# Fil Man Made Group
Die Fil Man Made Group (FMMG) ist ein italienisches Unternehmen der Textilindustrie mit Sitz in Trevignano (Venetien).

## Geschichte
Das Unternehmen wurde 1972 von Pietro Parodi in Triest gegründet. 1973 wurde eine erste Produktionsstätte in Trevignano errichtet. 1980 ging eine Fabrik in San Giorgio di Nogaro in Betrieb, die durch Erweiterungen in den Jahren 1984 und 1997 auf über 12.500 m² ausgebaut wurde. 1991 folgte in Maniago die Gründung des Tochterunternehmens Sunfil, das über eine Produktionsfläche von 45.000 m² verfügt. Eine weitere Expansion erfolgte 1997 durch die Übernahme der Firma Turati. Im Jahr 2000 wurde eine Niederlassung in Triest mit 43.000 m² Produktions- und 6.000 m² Verkaufsfläche eröffnet. Weitere Produktionsstätten betreibt die Fil-Gruppe in der Volksrepublik China (seit 2006), Portugal und der Türkei.
2013 wurde FMMG Mehrheitseigner des österreichischen Garnherstellers Borckenstein. Die GmbH mit rund 286 Mitarbeitern und einer Jahresproduktion von 12.500 Tonnen Garn und Zwirn meldete 2016 Konkurs an. Ein Sanierungsplan wurde vorgelegt.

## Produkte
Produziert werden Ring- und OE-Garne aus natürlichen und synthetischen Fasern für die Bereiche Technik, Automobil, Deko, Gardinen, Heimtextilien, Möbel, Sonnenschutz, Schutzbekleidung, Funktionswäsche und Filtration, Bekleidung aus Strick- und Webware sowie Chenille.